# Hrólfr Kraki
Hrólfr Kraki est un roi danois légendaire de la dynastie des Skjöldungs qui aurait vécu vers le début du VIe siècle. Son histoire est l'objet de la Hrólfs saga kraka. Il apparaît dans d'autres textes scandinaves, ainsi que dans les poèmes vieil-anglais Beowulf et Widsith où il est appelé Hrothulf.

## Histoire

### Hrólfs saga kraka
D'après la Hrólfs saga kraka, rédigée à la fin du XIVe siècle, Hrólfr est né de l'union incestueuse entre le roi danois Helgi, fils de Halfdan Skjöldung, et sa fille Yrsa. En apprenant qu'elle a épousé son propre père, Yrsa le quitte et le roi suédois Adils la prend pour femme. Helgi est tué en essayant de la lui reprendre et Hrólfr lui succède sur le trône de Lejre.

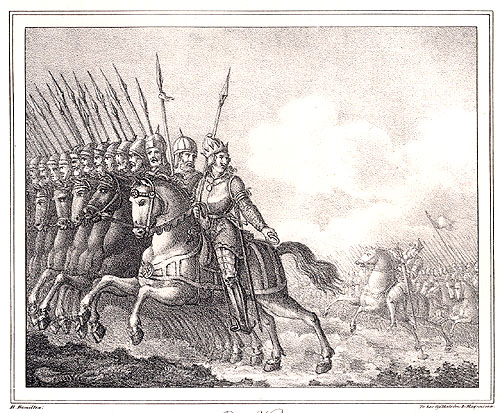
Hrólfr Kraki répand de l'or pour retarder Adils et les poursuivants suédois, par Hugo Hamilton (1830, Stockholm).

Sur le conseil de Bödvar Bjarki, l'un de ses douze berserkers, Hrólfr se rend à Uppsala pour réclamer son héritage, dont Adils s'est emparé en tuant Helgi. Le roi suédois lui tend plusieurs pièges, dont un brasier ardent, mais il finit par prendre la fuite. Yrsa vient en aide à son fils en lui fournissant des chevaux pour lui et ses hommes afin de traverser le Fýrisvellir. C'est à cette occasion que Hrólf acquiert son surnom, lorsque le Suédois Vöggr (en) compare son visage maigre à une échelle (kraki). Durant la chevauchée, Hrólfr et ses hommes répandent au sol leurs trésors pour distraire les hommes d'Adils.
Hrólfr Kraki rentre chez lui et règne paisiblement pendant un certain temps. Sa demi-sœur Skuld (en), fille de Helgi et d'une elfe noire, a épousé Hjörvarðr, un roi vassal de Hrólfr. Elle empoisonne l'esprit de son mari pour qu'il se tourne contre Hrólfr et lève en secret une armée comprenant des créatures maléfiques. Lors des célébrations de Yule, ses forces attaquent par surprise Hrólfr, qui lutte vaillamment aux côtés de ses berserkers, mais finit par succomber.
Skuld s'empare ainsi du trône, mais son règne est bref. À la tête d'une armée suédoise envoyée par Yrsa et menée par Vöggr, les frères de Bödvar Bjarki vengent sa mort en capturant Skuld et en la torturant à mort. Ils élèvent ensuite un tertre pour Hrólfr Kraki où il est inhumé aux côtés de son épée Skofnung.

### Chronicon LethrenseetGesta Danorum
D'après le Chronicon Lethrense, une chronique danoise du XIIe siècle, Rolf est le fils du roi danois Helghe et de sa fille Yrse. En apprenant qu'il a couché avec sa propre fille, Helghe prend le chemin de l'est et se suicide. Après la mort de Helghe et de son frère Ro, un roi suédois nommé Hakon ou Athisl force les Danois à prendre pour roi un chien. Ce n'est qu'ensuite que Rolf monte sur le trône. Le texte le décrit comme grand de corps et d'âme et réputé pour sa générosité. La sœur de Rolf, Skulda, est mariée avec Hartwar, comte allemand de Scanie. Il débarque en Seeland sous le prétexte de verser un tribut à Rolf, mais il le tue avec tous ses hommes à l'exception d'un seul, Wigg, qui l'assassine d'un coup d'épée au moment où il est censé rendre hommage à Hartwar.
La Gesta Danorum de Saxo Grammaticus, rédigée vers 1200, fait un récit très similaire de la vie de Hrólfr, qui y est appelé Roluo. Comme dans le Chronicon Lethrense, il est le fils du roi Helgo et d'Urse et son père se suicide en apprenant qu'il a couché avec sa fille, mais il a d'abord contraint les Suédois à lui verser tribut. Urse, qui s'est remariée avec le roi suédois Athislus, l'incite à se révolter contre les Danois pour pouvoir lui échapper et le dépouiller de ses trésors.

### Beowulf
Dans le poème vieil-anglais Beowulf, Hrothulf est le neveu de Hrothgar, le roi des Danois. Il est présenté comme un membre important de sa cour, qui est censé assurer la régence au nom des jeunes fils de Hrothgar, Hrethric et Hrothmund, dans l'éventualité où le roi mourrait avant leur majorité. Le texte du poème semble cependant suggérer que Hrothulf trahira ses jeunes cousins pour s'emparer du pouvoir.
Heoroweard (Hjörvarðr), le responsable de la mort de Hrothulf, est mentionné à une reprise dans le Beowulf. Le poème indique qu'il est le fils de Heorogar, et donc le neveu de Hrothgar et de Helgi et le cousin germain de Hrothulf.

## Postérité
Tom Shippey décrit Hrólfr Kraki comme une sorte d'équivalent scandinave du roi Arthur. Comme Arthur, Hrólfr n'est pas célèbre pour ses hauts faits, mais à travers ceux des héros qu'il réunit à sa cour, et il est considéré comme un héros national au Danemark, comme Arthur l'est en Grande-Bretagne.
Plusieurs écrivains se sont inspirés de la légende de Hrólfr Kraki :
- le dramaturge danois Johannes Ewald dans sa pièce Rolf Krage (1770) ;
- le poète danois Adam Gottlob Oehlenschläger dans son poème Helge: et Digt (1814) ;
- l'écrivain américain Poul Anderson dans son roman La Saga de Hrolf Kraki (1973).

Le premier cuirassé à coque en fer de la marine royale danoise, lancé en 1863, est le Rolf Krake (en).
Il est présent dans le jeu vidéo d'action-aventure God of War: Ragnarök (2022) comme l'un des Boss post-générique.